# Paolo Lorenzo Paladini
Paolo Lorenzo Paladini (Apuania, 1894 – Muniesa, 11 marzo 1938) è stato un militare italiano, distintosi particolarmente durante la prima guerra mondiale e nella guerra di Spagna. Decorato con una Medaglia d'oro, tre d'argento e tre di bronzo al valor militare, e con la Croce Laureata di San Ferdinando spagnola.

## Biografia
Nacque a Massa di Apuania nel 1894, figlio di Giuseppe, dopo aver conseguito il diploma presso il locale Liceo classico Pellegrino Rossi si distinse nelle specialità sportive del ciclismo e podismo, e di quest'ultima fu anche campione provinciale 1912-1913-1914. Acceso interventista, interruppe gli studi presso l'Università di Bologna e si arruolò volontario nel Regio Esercito, assegnato al 3º Reggimento bersaglieri in qualità di Allievo Ufficiale, conseguendo il grado di aspirante dopo aver frequentato un breve corso presso l'Accademia Militare di Modena.
Promosso sottotenente di complemento nell'aprile 1915, entrò in servizio presso il 4º Reggimento bersaglieri di Torino. Con l'entrata in guerra dell'Italia, il 24 maggio 1915, fu subito in zona d'operazioni, venendo insignito con la Medaglia di bronzo al valor militare ad Alba d'isonzo il 21 ottobre. Il 1 novembre seguente entrò in servizio permanente effettivo e, transitato in forza al 6º Reggimento bersaglieri, il 9 giugno 1916 fu insignito della prima Medaglia d'argento al valor militare per un'azione compiuta a Santa Maria di Tolmino. Il 1 settembre successivo fu promosso al grado di tenente, fu gravemente ferito ad una gamba poco prima dell'inizio della battaglia di Caporetto dovendo lasciare la linea del fronte per un ricovero presso l'Ospedale di Massa. Ritornato in linea fu nuovamente decorato con una Medaglia d'argento il 21 marzo 1918 sul monte Comone, dove rimase nuovamente ferito. Dopo un lungo periodo di convalescenza e riposo, promosso capitano il 30 aprile 1920,  il 9 febbraio 1924 partiva per l'Africa Orientale Italiana assegnato al I Battaglione del Regio corpo truppe coloniali dell'Eritrea. Transitato al III Battaglione partì per la Cirenaica, dove si distinse nuovamente a Uadi Sceria il 20 giugno 1924, venendo decorato con una seconda Medaglia di bronzo, ottenendo la terza il 10 gennaio 1929, in qualità di capitano meharista, per la presa di Giaret.

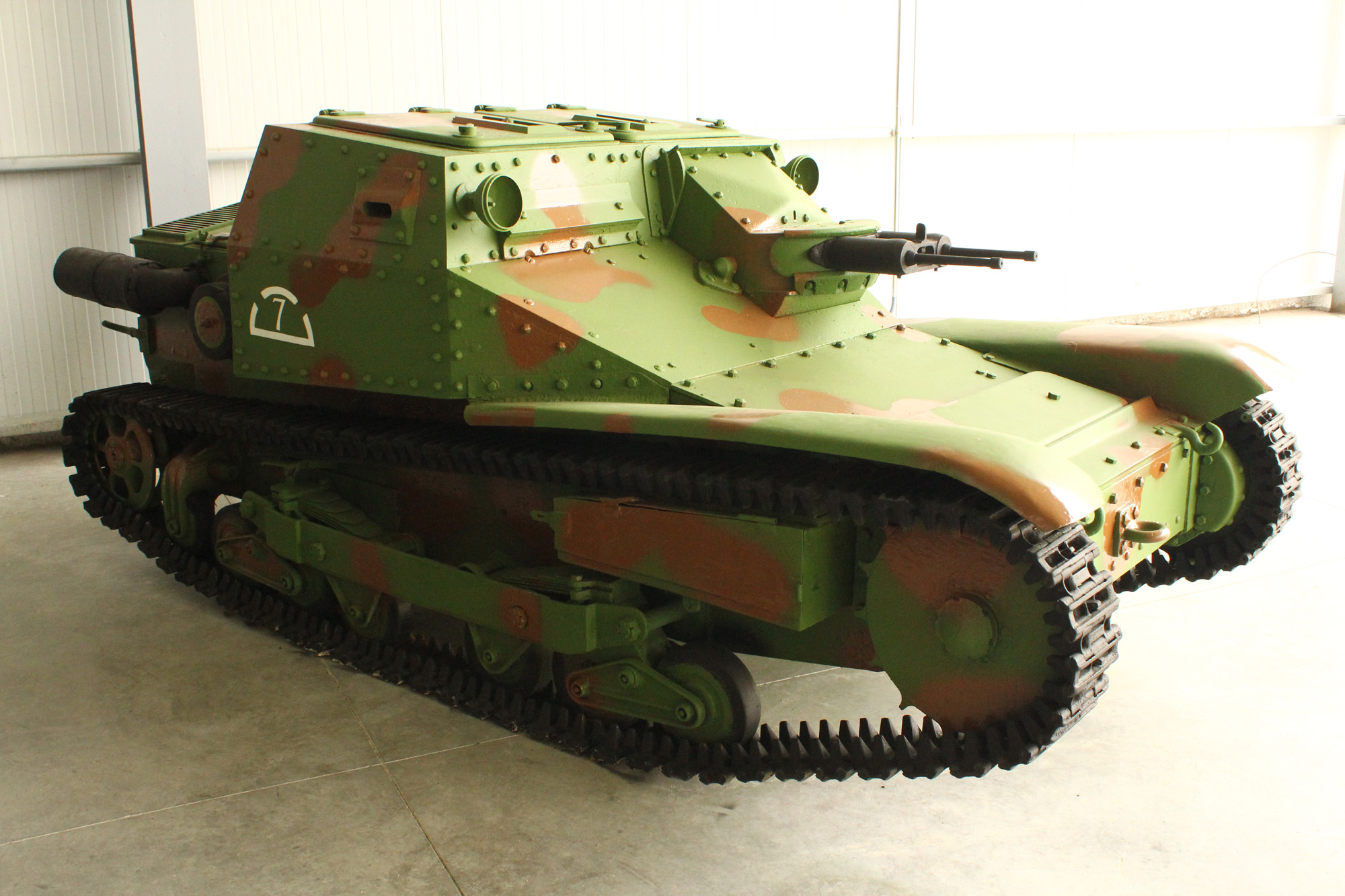
Un carro L3/35 esposto presso il Museo de Unidades Acorazadas de El Goloso.

Rientrato in Patria fu assegnato al 6º Reggimento bersaglieri carristi di stanza a Bologna, ritornando in Cirenaica tra il dicembre 1935 e l'agosto 1936, in forza al XXXII Battaglione carri d'assalto della 102ª Divisione motorizzata "Trento", per esigenze legate alla Guerra d'Etiopia. Poco tempo dopo partì per la Spagna in qualità di osservatore assumendo poi il comando del I Battaglione carri d'assalto del Corpo Truppe Volontarie (C.T.V.). Promosso maggiore per merito di guerra prese parte alla battaglia di Guadalajara, dove fu decorato con la terza Medaglia d'argento al valor militare, ma l'11 marzo 1938 fu mortalmente colpito durante un'azione a Muniesa, mentre a piedi dirigeva l'azione dei suoi mezzi. Trasportato presso l'ospedale di Daroca, si spense poco tempo dopo che il generale spagnolo Fidel Dávila Arrondo lo ebbe insignito, a nome del generale Francisco Franco, della Croce Laureata di San Ferdinando, la massima decorazione militare spagnola, e la sua salma fu tumulata nel cimitero di Saragozza. Per onorarne la memoria il governo italiano lo decorò con la Medaglia d'oro al valor militare.
Poco dopo la sua morte la città di Massa gli dedicò un busto marmoreo presso il Palazzo delle Poste e Telecomunicazioni, che fu rimosso nel 1968. Una stele in marmo fu posta a suo ricordo presso il Liceo Classico Pellegrino Rossi, e gli fu intitolata anche la squadra di calcio.

### Annotazioni
1. ↑  Sotto il falso nome di "Mario Pallini".
2. ↑  La proposta di promozione fu avanzata dal generale Luigi Frusci.
3. ↑  Per un breve periodo l'SSD Massese fu ridenominata Unione Sportiva Fascista Massese “Paolo Lorenzo Paladini”, che nel 1944 fu ridenominata ”Unione Sportiva Massese”.

### Fonti
1. 1 2 3 4 5  Del Giudice 2016, p. 39.
2. 1 2 3 4  Del Giudice 2016, p. 40.
3. ↑  Lioy 1964, p. 95.
4. ↑  Lioy 1964, p. 137.
5. ↑  Del Giudice 2016, p. 41.
6. 1 2  Del Giudice 2016, p. 43.
7. ↑  Del Giudice 2016, p. 42.
8. ↑  Umberto Martini, Ricordiamo un eroe Paolo Lorenzo Paladini, Il Tirreno, Livorno, 7 dicembre 2006.
9. ↑  Sito web del Quirinale: dettaglio decorato.

### Periodici
- Davide Del Giudice, L'uomo senza paura, in Storia & Battaglie, n. 169, Vicchio, Luca Poggiali Editore, giugno 2016,  pp. 39-43.